# Momi
Il Momi (槇? lett. "Pino bianco") è stato un cacciatorpediniere della Marina imperiale giapponese, ottava unità della classe Matsu. Fu varato nel giugno 1944 dal cantiere navale dell'arsenale di Yokosuka.
Appartenente alla 52ª Divisione, fu impegnato da ottobre in missioni di scorta a convogli di navi militari e, in dicembre, fu tra le unità assegnate alla difesa della portaerei Unryu, comunque affondata da un sommergibile statunitense. Dirottato nell'Indocina occupata, prese in carico una nave rifornimento con il gemello Hinoki per accompagnarla a Manila; sulla rotta del ritorno, il 5 gennaio 1945, le unità incapparono in un sommergibile e poco dopo furono raggiunte da un gruppo aereo imbarcato americano, che distrusse il Momi con l'intero equipaggio.

## Caratteristiche
Il Momi presentava una lunghezza fuori tutto di 100 metri, una larghezza massima di 9,35 metri e un pescaggio di 3,30 metri; il dislocamento a pieno carico ammontava a 1 676 tonnellate. L'apparato motore era formato da due caldaie Kampon, due turbine a ingranaggi a vapore Kampon, due alberi motore con elica: erano erogati 19 000 shp, sufficienti per una velocità massima di 27,75 nodi (52,73 km/h); l'autonomia massima era di 4 680 miglia nautiche a 16 nodi (8 667 chilometri a 30,4 km/h). L'armamento era articolato su tre cannoni Type 89 da 127 mm L/40 in due affusti pressoché scoperti; quattro tubi lanciasiluri da 610 mm raggruppati in un impianto Type 92 e senza ricarica; venticinque cannoni automatici Type 96 da 25 mm L/60 e due lanciatori Type 94 per bombe di profondità (36 a bordo). Infine erano stati forniti un sonar Type 93, un radar Type 22 e uno Type 13. All'entrata in servizio l'equipaggio era formato da 210 uomini.

## Servizio operativo
Il cacciatorpediniere Momi fu ordinato nell'anno fiscale edito dal governo giapponese nel 1944. La sua chiglia fu impostata nel cantiere navale dell'arsenale di Yokosuka il 1º febbraio 1944 e il varo avvenne il 16 giugno seguente; fu completato il 7 settembre o, secondo un'altra fonte, il 3 settembre. Il comando fu affidato al capitano di corvetta Tsuneo Yonei e l'unità fu immediatamente assegnata all'11ª Squadriglia cacciatorpediniere, dipendente dalla Flotta Combinata e demandata all'addestramento delle nuove unità in tempo di guerra.
Conclusi la messa a punto e la preparazione, il Momi partecipò tra il 25 ottobre e il 2 novembre con le navi sorelle Ume e Momo alla scorta delle due portaerei Ryuho e Kaiyo, le quali salparono da Sasebo per trasferire a Kīrun rifornimenti e aeroplani: sia l'andata che il ritorno a Kure si svolsero senza incidenti. Il 20 novembre fu assegnato all'appena attivata 52ª Divisione con i gemelli Hinoki, Kuwa, Sugi e Kashi che, tuttavia, risultava ancora alle dipendenze dell'11ª Squadriglia per la preparazione degli esemplari recentemente completati. Il 17 dicembre salpò da Kure con l'Hinoki e lo Shigure per proteggere la nuova portaerei Unryu che, carica di truppe, mezzi, rifornimenti e munizioni, sarebbe dovuta arrivare a Manila: appena due giorni più tardi il gruppo fu intercettato dal sommergibile USS Redfish, i cui siluri sventrarono la grande unità senza che i cacciatorpediniere riuscissero a proteggerla. Il Momi e lo Shigure trassero in salvo appena 146 superstiti e, con l'Hinoki, diressero per Takao che raggiunsero quello stesso 19 dicembre. Da lì ripresero la rotta per la capitale filippina il 22, toccata il 24 ma dove sostarono poche ore: il giorno di Natale salparono con rotta su Capo St. Jacques nell'Indocina occupata, dove gettarono le ancore il 28 e rimasero in attesa della nave rifornimento Ikutagawa Maru. Le tre unità partirono il 31 dicembre e arrivarono il 4 gennaio 1945 a Manila, dove avvenne in fretta e furia lo scarico stante il costante pericolo di attacchi aerei statunitensi. Già il giorno dopo, infatti, il Momi e le altre due navi erano in mare per tornare a Capo St. Jacques, ma si imbatterono nel sommergibile USS Bennion; ne seguì un serrato scontro, l'Hinoki incassò un siluro e il battello fu momentaneamente costretto a ripiegare: a questo punto il capitano Yonei decise di accompagnare indietro il cacciatorpediniere danneggiato e l'Ikutagawa Maru continuò in solitaria la traversata, che si concluse nei giorni successivi. Il Momi e l'Hinoki, invece, furono investiti da uno stormo di apparecchi imbarcati della Task force 77.4.1, una componente della United States Seventh Fleet che operava al largo di Luzon in preparazione allo sbarco in forze sull'isola. Il Momi fu colpito in pieno da un siluro e saltò in aria 28 miglia a ovest-sudovest di Manila (14°00′N 120°20′E), provocando la morte dell'intero equipaggio.
Il 10 marzo 1945 il Momi fu depennato dai registri della Marina imperiale.